# Might and Magic: The Secret of the Inner Sanctum
Might and Magic: The Secret Of The Inner Sanctum – gra fabularna wydana w 1986 przez New World Computing. Jest pierwszym wydawnictwem z cyklu Might and Magic.

## Informacje ogólne
W grze dowodzimy sześcioosobową drużyną bohaterów, która wędruje po dużej krainie, wykonując różne zadania i walcząc z potworami. System rozwoju postaci, podobnie jak w innych częściach serii zbliżony jest do systemu z „papierowego” RPG – Dungeons and Dragons.

## Fabuła
Akcja gry rozgrywa się w świecie VARN. Główny wątek dotyczy poszukiwania tajemniczego miejsca, Inner Sanctum.